# دلتونا
دلتونا (بالإنجليزية: Deltona)‏ هي مدينة أمريكية تقع في ولاية فلوريدا. ويبلغ عدد سكانها 85182 نسمة حسب إحصاء سنة 2010 م 85182.

## التركيبة السكانية
حدّد مكتب تعداد الولايات المتحدة بيانات التركيبة السكانية لدلتونا في تعداد الولايات المتحدة. في ما يلي، التركيبة السكانية حسب تعدادي 2000 و2010.

### تعداد عام 2000
بلغ عدد سكان دلتونا 69,543 نسمة بحسب تعداد عام 2000، وبلغ عدد الأسر 24,896 أسرة وعدد العائلات 19,513 عائلة مقيمة في المدينة. في حين سجلت الكثافة السكانية 658 نسمة لكل كيلومتر مربع (1,704.2/ميل2). وبلغ عدد الوحدات السكنية 26,417 وحدة بمتوسط كثافة قدره 249.9 لكل كيلومتر مربع (647.2/ميل2).
وتوزع التركيب العرقي للمدينة بنسبة 84.35% من البيض و6.97% من الأمريكيين الأفارقة و0.35% من الأمريكيين الأصليين و0.93% من الأمريكيين ذوي الأصول الآسيوية و0.05% من سكان جزر المحيط الهادئ و4.97% من الأعراق الأخرى و2.37% من عرقين مختلطين أو أكثر و18.33% من الهسبانيون أو اللاتينيون من أي عرق.
بلغ عدد الأسر 24,896 أسرة كانت نسبة 40.9% منها لديها أطفال تحت سن الثامنة عشر تعيش معهم، وبلغت نسبة الأزواج القاطنين مع بعضهم البعض 61.5% من أصل المجموع الكلي للأسر، ونسبة 12.4% من الأسر كان لديها معيلات من الإناث دون وجود شريك، بينما كانت نسبة 4.4% من الأسر لديها معيلون من الذكور دون وجود شريكة وكانت نسبة 21.6% من غير العائلات. تألفت نسبة 16.5% من أصل جميع الأسر من عدة أفراد يعيشون في نفس المنزل ونسبة 7.8% كانت تتألف من شخص يعيش بمفرده يبلغ من العمر 65 عاماً أو أكثر. وبلغ متوسط حجم الأسرة المعيشية 2.79، أما متوسط حجم العائلات فبلغ 3.10.
بلغ العمر الوسطي للسكان 37.1 عاماً. وكانت نسبة 27% من القاطنين تحت سن الثامنة عشر، وكانت نسبة 7.5% بين الثامنة عشر والرابعة والعشرين عاماً، ونسبة 29.1% كانت واقعةً في الفئة العمرية ما بين الخامسة والعشرين والرابعة والأربعين عاماً، ونسبة 21.4% كانت ما بين الخامسة والأربعين والرابعة والستين، ونسبة 14.7% كانت ضمن فئة الخامسة والستين عاماً فما فوق. يوجد لكل 100 أنثى 94.6 ذكر، ويوجد لكل 100 أنثى في الثامنة عشر من عمرها فما فوق 91.2 ذكر.
بلغ متوسط دخل الأسرة في المدينة 42,666 دولارًا، أما متوسط دخل العائلة فبلغ 44,375 دولارًا. وكان متوسط دخل الذكور 32,697 دولارًا مقابل 23,729 دولارًا للإناث. وسجل دخل الفرد الخاص بالمدينة 16,029 دولارًا. وكانت نسبة 6.2% من العائلات ونسبة 8% من السكان تحت خط الفقر، وكان من هؤلاء نسبة 11% تحت سن الثامنة عشر ونسبة 6.3% في الخامسة والستين من العمر وما فوق.

### تعداد عام 2010
بلغ عدد سكان دلتونا 85,182 نسمة بحسب تعداد عام 2010، وبلغ عدد الأسر 30,223 أسرة وعدد العائلات 23,046 عائلة مقيمة في المدينة. في حين سجلت الكثافة السكانية 806 نسمة لكل كيلومتر مربع (2,087.5/ميل2). وبلغ عدد الوحدات السكنية 34,089 وحدة بمتوسط كثافة قدره 322.5 لكل كيلومتر مربع (835.3/ميل2).
وتوزع التركيب العرقي للمدينة بنسبة 76.72% من البيض و10.88% من الأمريكيين الأفارقة و0.49% من الأمريكيين الأصليين و1.26% من الأمريكيين ذوي الأصول الآسيوية و0.06% من سكان جزر المحيط الهادئ و6.98% من الأعراق الأخرى و3.61% من عرقين مختلطين أو أكثر و30.21% من الهسبانيون أو اللاتينيون من أي عرق.
بلغ عدد الأسر 30,223 أسرة كانت نسبة 38.3% منها لديها أطفال تحت سن الثامنة عشر تعيش معهم، وبلغت نسبة الأزواج القاطنين مع بعضهم البعض 55% من أصل المجموع الكلي للأسر، ونسبة 15.3% من الأسر كان لديها معيلات من الإناث دون وجود شريك، بينما كانت نسبة 6% من الأسر لديها معيلون من الذكور دون وجود شريكة وكانت نسبة 23.7% من غير العائلات. تألفت نسبة 18.1% من أصل جميع الأسر من عدة أفراد يعيشون في نفس المنزل ونسبة 7.3% كانت تتألف من شخص يعيش بمفرده يبلغ من العمر 65 عاماً أو أكثر. وبلغ متوسط حجم الأسرة المعيشية 2.81، أما متوسط حجم العائلات فبلغ 3.16.
بلغ العمر الوسطي للسكان 37.8 عاماً. وكانت نسبة 25.2% من القاطنين تحت سن الثامنة عشر، وكانت نسبة 8.6% بين الثامنة عشر والرابعة والعشرين عاماً، ونسبة 26.3% كانت واقعةً في الفئة العمرية ما بين الخامسة والعشرين والرابعة والأربعين عاماً، ونسبة 26.8% كانت ما بين الخامسة والأربعين والرابعة والستين، ونسبة 13% كانت ضمن فئة الخامسة والستين عاماً فما فوق. وتوزع التركيب الجنسي للسكان بنسبة 48.7% ذكور و51.3% إناث.

## المناخ
يظهر الجدول التالي التغييرات المناخية على مدار السنة لدلتونا:
| البيانات المناخية لـدلتونا        | البيانات المناخية لـدلتونا | البيانات المناخية لـدلتونا | البيانات المناخية لـدلتونا | البيانات المناخية لـدلتونا | البيانات المناخية لـدلتونا | البيانات المناخية لـدلتونا | البيانات المناخية لـدلتونا | البيانات المناخية لـدلتونا | البيانات المناخية لـدلتونا | البيانات المناخية لـدلتونا | البيانات المناخية لـدلتونا | البيانات المناخية لـدلتونا | البيانات المناخية لـدلتونا |
| الشهر                             | يناير                      | فبراير                     | مارس                       | أبريل                      | مايو                       | يونيو                      | يوليو                      | أغسطس                      | سبتمبر                     | أكتوبر                     | نوفمبر                     | ديسمبر                     | المعدل السنوي              |
| --------------------------------- | -------------------------- | -------------------------- | -------------------------- | -------------------------- | -------------------------- | -------------------------- | -------------------------- | -------------------------- | -------------------------- | -------------------------- | -------------------------- | -------------------------- | -------------------------- |
| الدرجة القصوى °ف (°م)             | 89 (32)                    | 89 (32)                    | 92 (33)                    | 96 (36)                    | 100 (38)                   | 102 (39)                   | 103 (39)                   | 100 (38)                   | 98 (37)                    | 96 (36)                    | 92 (33)                    | 88 (31)                    | 103 (39)                   |
| متوسط درجة الحرارة الكبرى °ف (°م) | 70 (21)                    | 72 (22)                    | 77 (25)                    | 81 (27)                    | 87 (31)                    | 90 (32)                    | 92 (33)                    | 92 (33)                    | 89 (32)                    | 83 (28)                    | 78 (26)                    | 72 (22)                    | 82 (28)                    |
| متوسط درجة الحرارة الصغرى °ف (°م) | 47 (8)                     | 49 (9)                     | 54 (12)                    | 57 (14)                    | 63 (17)                    | 69 (21)                    | 71 (22)                    | 71 (22)                    | 70 (21)                    | 64 (18)                    | 57 (14)                    | 50 (10)                    | 60 (16)                    |
| أدنى درجة حرارة °ف (°م)           | 19 (−7)                    | 25 (−4)                    | 27 (−3)                    | 36 (2)                     | 45 (7)                     | 52 (11)                    | 60 (16)                    | 64 (18)                    | 52 (11)                    | 39 (4)                     | 30 (−1)                    | 19 (−7)                    | 19 (−7)                    |
| الهطول إنش (مم)                   | 2.88 (73)                  | 2.96 (75)                  | 3.80 (97)                  | 2.55 (65)                  | 3.53 (90)                  | 6.41 (163)                 | 7.02 (178)                 | 7.23 (184)                 | 5.88 (149)                 | 3.56 (90)                  | 2.96 (75)                  | 2.53 (64)                  | 51.31 (1٬303)              |
| المصدر: The Weather Channel       |                            |                            |                            |                            |                            |                            |                            |                            |                            |                            |                            |                            |                            |

## توأمة
لدلتونا اتفاقيات توأمة مع:
- سانفورد